# Wiegemes

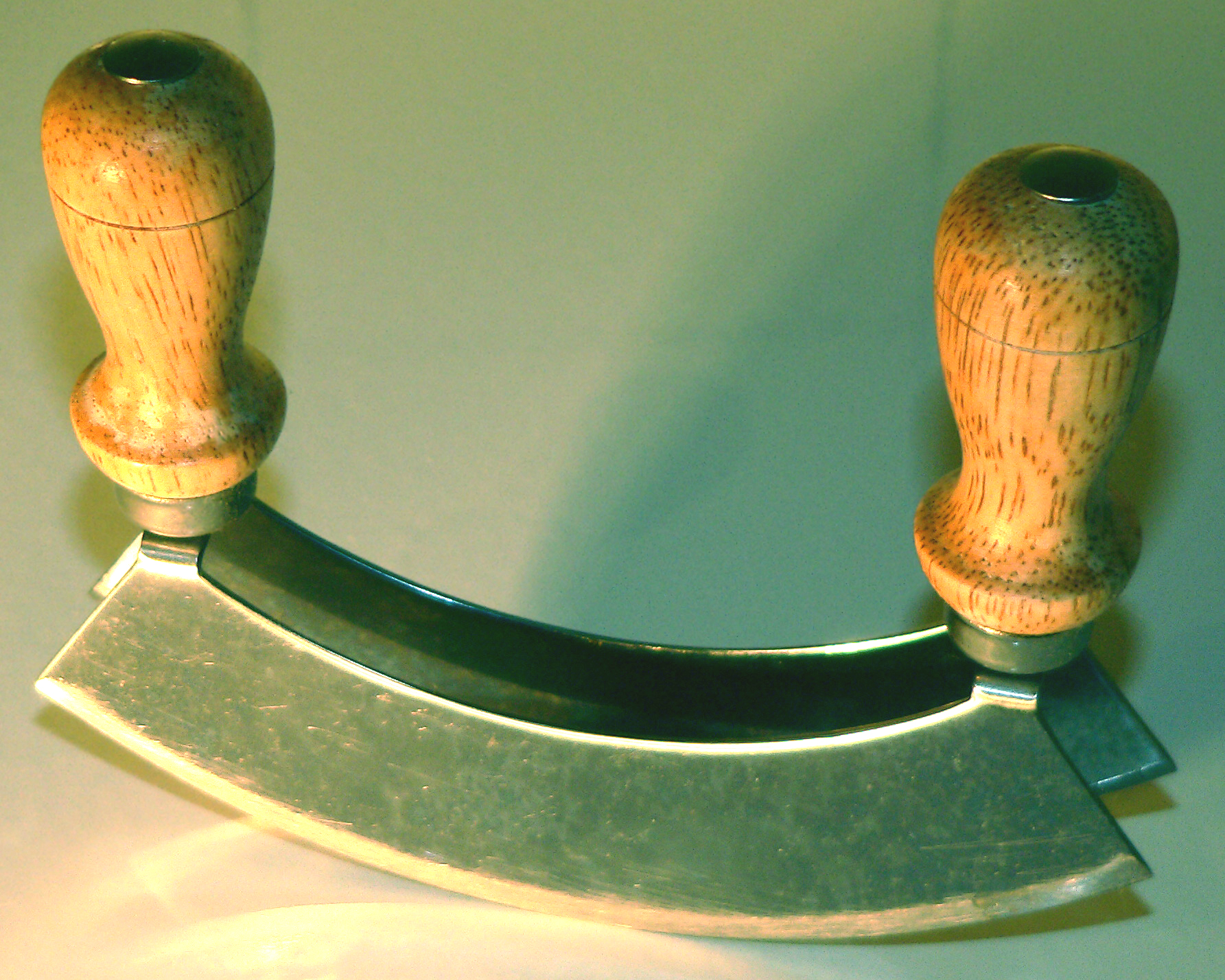
Wiegemes met twee lemmets

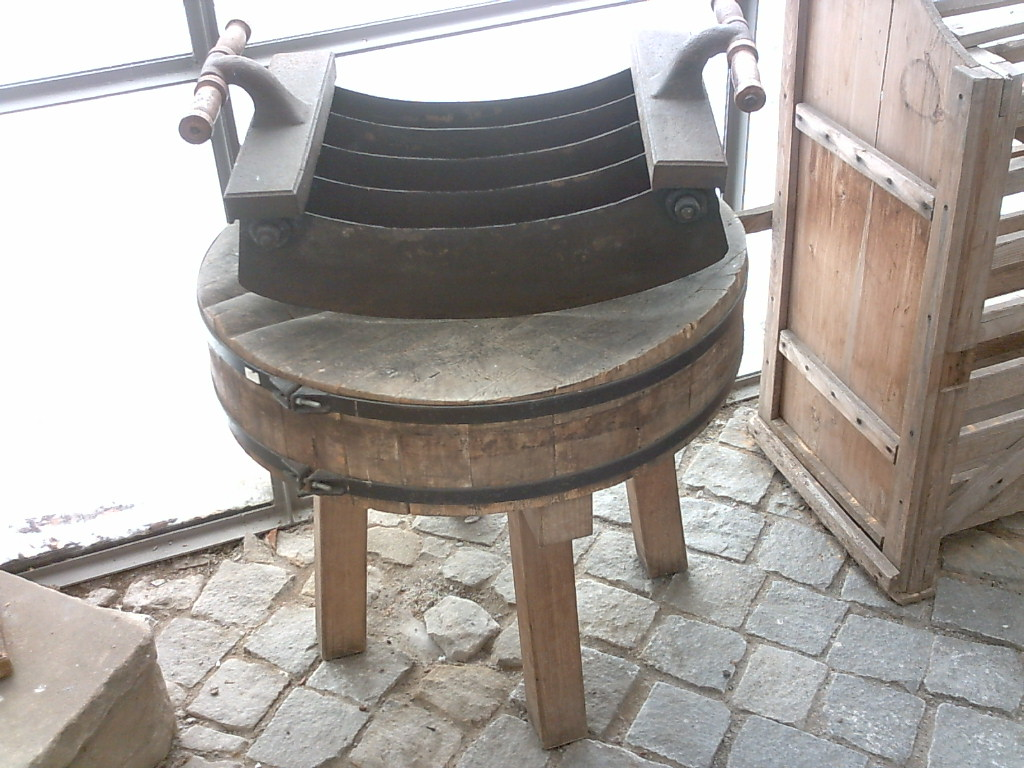
Wiegemes voor twee personen

Een wiegemes is een mes, bestaande uit twee handgrepen en een of meerdere gebogen lemmets.

## Werkwijze en doel
Het mes is bedoeld om etenswaren heel fijn te snijden. Dat gebeurt door het scherpe ronde deel op een snijplank te zetten, en met de twee handgrepen het mes te laten wiegen. Hiertoe staan bij de oorspronkelijke eenpersoonsversie de handgrepen verticaal op het snijvlak bevestigd.

## Versies
Modernere versies zijn ook wel voorzien van een doorlopende handgreep die in de vorm van een halve cirkel of cilinder op het lemmet is bevestigd. De meeste messen zijn voorzien van een dubbel lemmet voor meer stabiliteit en een snellere verwerking van de etenswaar. Er bestaan ook machinale versies en wiegemessen voor gebruik door twee personen. Deze zijn bestemd voor grotere hoeveelheden.

## Functies
Door het oprukken van keukenmachine en staafmixer wordt het oorspronkelijke wiegemes tegenwoordig vooral nog gebruikt om verse kruiden of noten fijn te snijden. Voor het gebruik van wiegemessen zijn ook speciale snijplanken te koop met een holling zodat het gesnedene niet door de snijbewegingen van de plank schuift en de snijhandeling beter is uit te voeren.

## Afbeeldingen

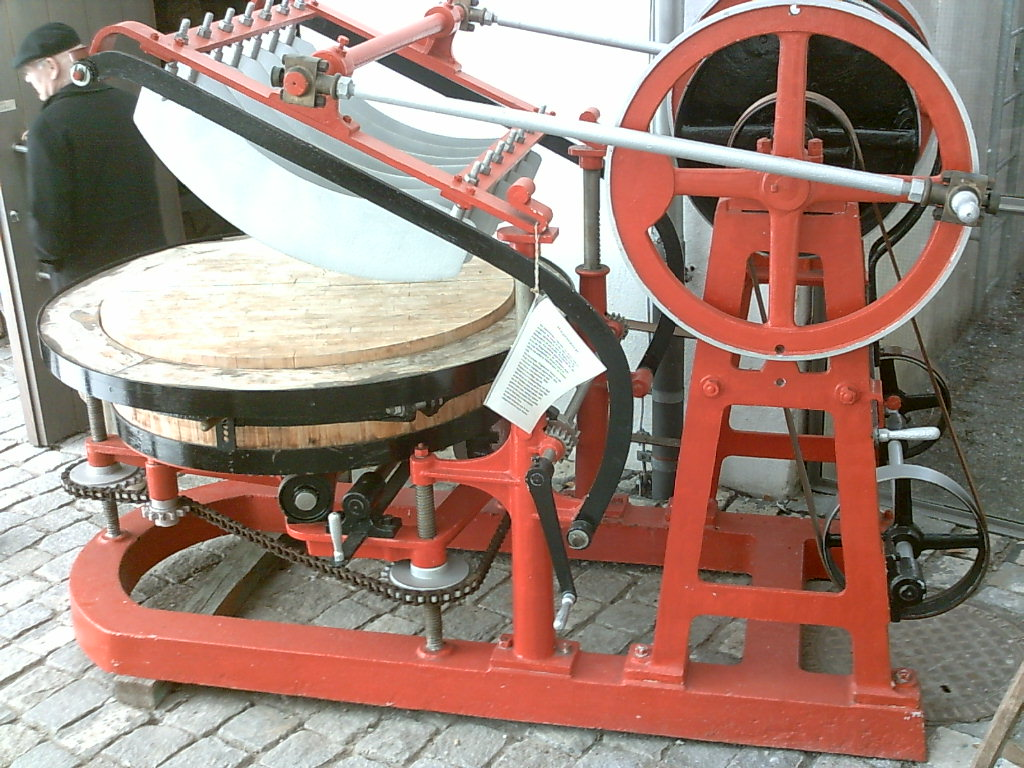
Machinaal wiegemes
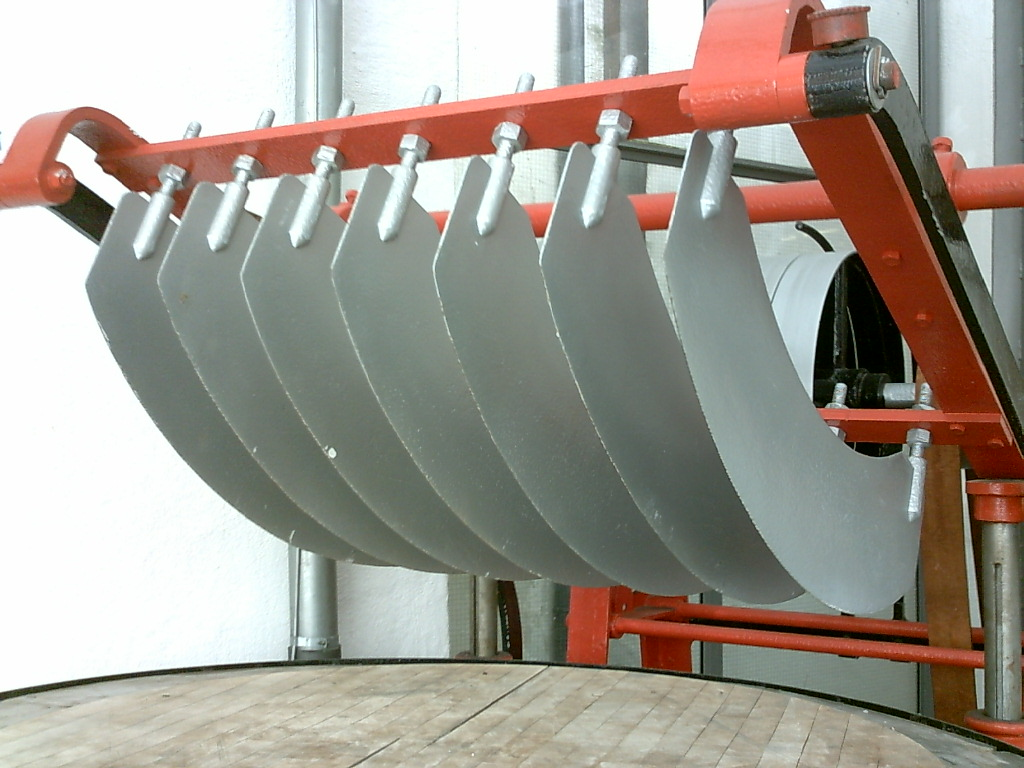
Detail van machinaal wiegemes